# Стиховедение
Стихове́дение — наука о звуковой форме литературных произведений. Подразделяется на фонику (учение о сочетаниях звуков), метрику (учение о строении стиха) и строфику (учение о сочетаниях стихов).

## Задачи стиховедения
По своим задачам стиховедение в античное время и в средневековье являлось главным образом описательной дисциплиной, сводом правил, имевшим в значительной мере номенклатурный, прикладной и нормативный характер.
Стиховедение возникло в связи с прикладными задачами обслуживания поэтической практики; не случайно стиховедением занимались сами поэты. В России крупнейшими теоретиками стиха были А. Д. Кантемир, В. К. Тредиаковский, М. В. Ломоносов, А. П. Сумароков, А. Х. Востоков, А. М. Кубарев, Л. И. Поливанов.
В XX веке стиховедение складывается в науку. Объектом изучения этой науки являются «стихотворные тексты», стихотворения. Стихотворение — это текст, ощущаемый как речь повышенной важности, рассчитанный на запоминание и повторение, разделённый на соизмеримые и соотносимые отрезки. Слово «стих» по-гречески значит «ряд», латинский синоним «versus» (ср. с русским «вирши») означает «поворот», «возвращение к началу ряда».

## Становление науки
В качестве науки стиховедение складывается в России первой трети XX века.
Основы будущей науки закладываются в работах Андрея Белого (сборник «Символизм», 1910), а также в Московском лингвистическом кружке, в ОПОЯЗе.
В области изучения поэтического метра начинают применяться научные процедуры измерения и впервые формулируется содержание объекта изучения («метр» в данном случае).
А. Белый рассматривает «отступления» от идеального четырёхстопного ямба у русских поэтов и приходит к выводу о том, что статистика таких «отступлений» носит индивидуальный характер для поэта и для исторического времени. Статистика отступлений от схемных ударений, внесхемных пиррихиев, выражает ритмическое «богатство» или «бедность» поэзии. В частности, по подсчётам Белого, в поэзии В. А. Жуковского свершился ритмический переворот в четырёхстопном русском ямбе: во много раз возрастает доля пиррихиев на первой стопе и приблизительно так же падает доля пиррихиев на второй стопе. Ритмическая структура четырёхстопного ямба приобретает двучленный характер с более сильными вторым и четвёртым иктами (слогами) и со слабыми первым и третьим.
Хотя интерпретация результатов, достигнутых А. Белым, в настоящий момент не является общепринятой, сам по себе подход оказывается плодотворным и основополагающим.
В 1941 году Кирилл Тарановский защищает докторскую диссертацию «Двусложные русские размеры», в 1953 году она публикуется (первая полная публикация на русском языке в 2010 году).
Работа К. Тарановского содержит в себе статистический материал из сотен тысяч стихотворных строк двусложных русских размеров XVIII и XIX века. Тарановский формулирует два закона русских двухсложных размеров XVIII—XIX веков, обобщая и объясняя, в частности обнаруженное А. Белым явление. Эти два закона таковы:
1. «закон стабилизации первого икта после первого слабого времени в строке» (то есть становится «нормой» повышенная частота ударности в четырёхстопном ямбе на втором слоге, а в хорее — на первом);
2. «закон регрессивной (акцентной) диссимиляции», гласящий о том, «сила икта» (частота ударности) падает от последнего (самого сильного) икта в строке — к началу строки.

## Стиховедение во второй половине XX и в начале XXI века
В качестве наследников русского начала XX века складываются Московско-тартуская семиотическая школа, в США работают Р. Якобсон, Кирилл Тарановский.
Во второй половине XX века развиваются статистические подходы в языкознании в целом и в стиховедении в частности. Эти работы стимулируются развитием кибернетики и возможностями вычислительной техники. Академик А. Н. Колмогоров создает теорию сложности и применяет к литературному тексту теорию информации.
В конце XX — начале XXI века исследования обращаются к формулированию подходов, позволивших бы осуществлять численную оценку синкретических поэтических «эффектов»: к связям метрики с грамматикой, метрики с фоникой, метрики с семантикой.